# Grand Junction Railway
A Grand Junction Railway (GJR) foi uma das primeiras companhias ferroviárias do Reino Unido, que existiu entre 1833 e 1846 quando ela sofreu fusão com a London and North Western Railway. A linha construída pela companhia foi a primeira ferrovia-tronco a ser concluída na Inglaterra e, possivelmente, a primeira ferrovia do mundo de longa distância com tração a vapor.
Atualmente, as linhas que faziam parte da GJR formam a seção central da West Coast Main Line.

## História

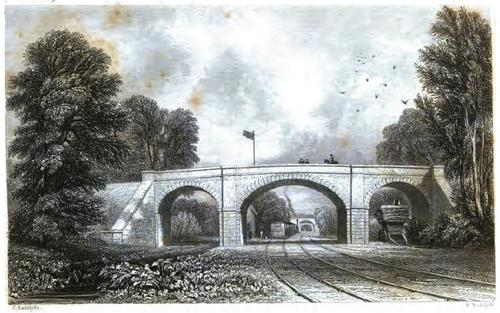
Estação de Newton Road, uma das estações originais da linha, em 1839. A estação mudou duas vezes e agora está fechada.

Autorizada pelo Parlamento em 1833 e projetada por George Stephenson e Joseph Locke, a Grand Junction Railway abriu seu negócio em 4 de julho de 1837, perfazendo 132 km (82 milhas) de Birmingham através de Wolverhampton (via Perry Barr e Bescot), Stafford, Crewe e Warrington, em seguida através da já existente Warrington and Newton Railway, para se juntar à Liverpool and Manchester Railway em um cruzamento triangular em Earlestown. A GJR estabeleceu sua fábrica de máquinas principal em Crewe.
Logo após a abertura com um terminal temporário em Birmingham, na estação Vauxhall, iniciou-se o serviço de e para a estação de Curzon Street, partilhada com a London and Birmingham Railway (L&BR), cujas plataformas eram adjacentes, fornecendo uma ligação entre Liverpool, Manchester e Londres. O percurso entre a estação de Curzon Street e Vauxhall consistiu primeiramente do Viaduto Birmingham. É composto por 28 arcos, cada 31 pés (9,4 m) de largura e 28 pés (8,5 m) de altura e atravessou o rio Rea.
Em 1840, a GJR absorveu a Chester and Crewe Railway pouco antes de sua abertura. Em 1845, ocorreu a fusão da GJR com a Liverpool and Manchester Railway, e consolidou a sua posição através da compra da North Union Railway, em associação com a Manchester and Leeds Railway.
Em 1841, a empresa nomeou o capitão Mark Huish como o Secretário do transporte ferroviário. Huish foi implacável no desenvolvimento dos negócios e contribuiu significativamente para o sucesso da empresa.

## Lucros
A GJR foi muito rentável, pagando dividendos de no mínimo 10% da sua abertura e com um valor final de capital de mais de £ 5 750 000, quando fundiu-se com as companhias London and Birmingham Railway e Manchester and Birmingham Railway, tornando-se London and North Western Railway em 1846, e London, Midland and Scottish Railway em 1922.